# Bruck in der Oberpfalz
Bruck in der Oberpfalz é um município da Alemanha, situado no distrito de Schwandorf, no estado da Baviera. Tem 33,09 km² de área, e sua população em 2019 foi estimada em 4.446 habitantes.